# ピエール・エテックス
ピエール・エテックス（Pierre Étaix、-エテとも、1928年11月23日 - 2016年10月14日）は、フランスの俳優、映画監督、イラストレーター。
ギャグマン、イラストレーター、俳優、道化師と、多彩な才能を発揮。第18回カンヌ国際映画祭（1965年）に出品され、当時ゴダールが絶賛した監督・主演作『ヨーヨー』が、第60回カンヌ国際映画祭（2007年）カンヌ・クラシックスで修復版として公開された。

## 来歴・人物
1928年11月23日、ロワール県ロアンヌで生まれる。
5歳のとき観に行ったサーカスで道化師に魅せられ、成長してミュージック・ホールやキャバレーで道化師として働く。
ジャック・タチのスタッフとなり、タチ映画の一連の非常に洗練されたポスターを担当した。また『ぼくの伯父さん』（1958年）では助監督に起用され、出演もした。エテックスは、アメリカ式バーレスクに近いタチ世界を、徹底的なギャグで念入りにつくりあげた。実際、バスター・キートン、ハロルド・ロイドやその他無声映画の喜劇王たちに対して、真の信仰を誓っている。また、ジャン＝クロード・カリエールがノベライゼーションした、『ぼくの伯父さんの休暇』『ぼくの伯父さん』のイラストも担当した。
1961年、短編映画『破局』で監督デビュー。エテックスと共同で脚本を執筆したジャン＝クロード・カリエールも、本作で脚本家デビューした。この短編は、カリエールが、初の長編映画『小間使の日記』（1963年）の共同脚本としてルイス・ブニュエルに抜擢されるきっかけとなった。続いて、製作した短編『幸福な結婚記念日』（監督・脚本・主演）で、アカデミー賞短編映画賞を受賞。
続けて、『女はコワイです』（1962年）そして『ヨーヨー』（1964年、いずれも共同脚本はカリエール）を製作。憂鬱に彩られたエテックスのユーモアは、彼が愛するサーカスの世界に向けての、力強いオマージュとなっている。
舞台空間の支配者であるかのようなエテックス作品は、絶えず進化するギャグにより、フランスのバーレスクの代表的存在となった。
1986年、ラ・ヴィレットのオムニマックスのための最初の作品の演出をオファーされる（『J'écris dans l'espace（私は宇宙で書く）』）。だが、この作品の失敗により、エテックスは映画に対する情熱を失った。また、俳優コリューシュ（Coluche）のための映画も企画していたが、彼の早世により企画は頓挫し、この出来事もエテックスを落胆させた。
サーカス芸人で女優の、アニー・フラテリニと結婚し（1997年7月1日死別）、彼女とともにアニー・フラテリニサーカス学校を設立。
フェデリコ・フェリーニの晩年のドキュメンタリー作品『フェリーニの道化師』にも、本人役で出演している。
本国フランスの法律上の権利問題が理由で長く劇場で上映されず、またソフト化もされていなかったが、上映権を取り戻すため、ジャン＝リュック・ゴダールやレオス・カラックス、ミシェル・ゴンドリー、デヴィッド・リンチなどの映画人と映画ファンによる5万人以上の人々が署名活動に協力し、2010年に裁判で勝訴し、すべての権利を取り戻すことができた。その結果、ほとんどの作品がエテックス監修のもとデジタル・リマスター化が進み、多くの国で上映が実現し、以降エテックスの再評価が格段に進んだ。
日本でも2022年12月24日より長編『恋する男』（※日本初公開時の邦題：『女はコワイです』）『ヨーヨー』『健康でさえあれば』『大恋愛』短編『破局』『幸福な結婚記念日』『絶好調』と一連の監督作が全国で上映開始され（『恋する男』を除く6作品が日本では劇場正式初公開）、2023年8月25日に前述の上映作が全て発売・HDレストアされたBlu-rayとして初めてソフト化された。また、DVD版も発売され、U-nextで配信もされた。

## フィルモグラフィー

### 監督
- 破局 Rupture 1961年　短編、脚本ジャン＝クロード・カリエール/ピエール・エテックス
- 幸福な結婚記念日 Heureux anniversaire 1961年 短編、脚本ピエール・エテックス　※アカデミー短編映画賞受賞
- 女はコワイです Le Soupirant 1962年　長編第一作、脚本カリエール/エテックス
- ヨーヨー Yoyo 1964年　脚本カリエール/エテックス　※第18回カンヌ国際映画祭コンペティション出品
- 健康でさえあれば Tant qu'on a la santé 1965年　脚本カリエール/エテックス
- 大恋愛 Le Grand amour 1969年　脚本カリエール/エテックス　※第22回カンヌ国際映画祭コンペティション出品
- Pays de cocagne 1971年　ドキュメンタリー　脚本・主演エテックス
- L'Âge de Monsieur est avancé 1987年　脚本エテックス
- J'écris dans l'espace 1988年　脚本カリエール/エテックス/ドゥニ・ゲジ（Denis Guedj、数学者）
- 絶好調 En pleine forme 2010年 元々は1966年に撮影され1965年『健康でさえあれば』の初期カットに登場してたが1971年の再編集時にカットされた物を2010年にデジタル・リマスターした際に短編として上映、脚本ピエール・エテックス

### 出演
- ぼくの伯父さん Mon Oncle　監督ジャック・タチ（Jacques Tati） 1956年
- スリ Pickpocket　監督ロベール・ブレッソン（Robert Bresson） 1959年
- パリの大泥棒 Le Voleur　監督ルイ・マル（Louis Malle） 1966年
- フェリーニの道化師 Les Clowns　監督フェデリコ・フェリーニ（Federico Fellini） 1970年
- Bel Ordure　監督ジャン・マルブフ（Jean Marboeuf） 1973年
- まじめに愛して Sérieux comme le plaisir　監督ロベール・ベナユン（Robert Benayoun） 1974年
- マックス、モン・アムール Max mon amour　監督大島渚（Nagisa Oshima） 1985年
- 夜のアトリエ Nuit docile　監督ギイ・ジル（Guy Gilles） 1987年
- ヘンリー＆ジューン Henry & June　監督フィリップ・カウフマン（Philip Kaufman） 1989年
- ここに幸あり Jardins en Automne　監督オタール・イオセリアーニ　2006年
- 汽車はふたたび故郷へ CHANTRAPAS  監督オタール・イオセリアーニ　2010年
- ル・アーヴルの靴みがき LE HAVRE 監督アキ・カウリスマキ　 2011年
- 皆さま、ごきげんよう CHANT D'HIVER  監督オタール・イオセリアーニ　2015年

## 翻訳本
- 『ぼくの伯父さんの休暇』ジャック・タチ原案、ジャン＝クロード・カリエール作、ピエール・エテックス絵　小柳帝訳 リブロポート 1995.11　のち中公文庫

## 参考書籍
- Le métier de Pierre Étaix, René Marx, 1994年, Éditions Henri Berger

## 註
1. ↑  
ピエール・エテックス氏死去 BIGLOBEニュース 2016年10月15日付
2. 1 2 3 4 5  仏語版Wikipedia Pierre Étaixの項の記述より。
3. ↑  “『ピエール・エテックス レトロスペクティブ』公式サイト”.  ザジフィルムズ. 2023年7月5日閲覧。
4. ↑  “Amazon｜ピエール・エテックス　Blu-ray BOX　Ⅰ｜映画”.  Amazon.com. 2023年7月5日閲覧。